# NGC 972
NGC 972 (другие обозначения — UGC 2045, MCG 5-7-10, ZWG 505.12, KUG 0231+290, IRAS02312+2905, PGC 9788) — галактика в созвездии Овен.
Этот объект входит в число перечисленных в оригинальной редакции «Нового общего каталога».
Балдж галактики не наблюдается даже в ближнем инфракрасном диапазоне (NIR), что говорит о том, что NGC 972 имеет более поздний тип, чем Sb, к которому её обычно относят. Относительно низкая скорость вращения и большое количество газа говорят, что она, возможно, относится к типу Sd. В галактике имеется NIR-бар, заканчивающийся внутри ядерного кольца. Оно, скорее всего, не находится в плоскости NGC 971. Это, а также вспышка звёздообразования в ядре и асимметричные спиральные рукава говорят, что NGC 972 в прошлом сливалась с богатой газом галактикой-компаньоном.